# Mortimer von Kessel
Mortimer von Kessel (25 de maio de 1893 - 8 de janeiro de 1981) foi um oficial alemão que serviu no Deutsches Heer durante a Segunda Guerra Mundial. Foi condecorado com a Cruz de Cavaleiro da Cruz de Ferro com Folhas de Carvalho.

## Condecorações
| Cruz de Ferro (1914) 2ª Classe                                          | 27 de março de 1915    |
| Cruz de Ferro (1914) 1ª Classe                                          | 25 de setembro de 1917 |
| Cruz de Honra da Guerra Mundial                                         |                        |
| Cruz de Ferro (1939) 2ª Classe                                          | 5 de julho de 1943     |
| Cruz de Ferro (1939) 1ª Classe                                          | 23 de julho de 1943    |
| Cruz de Cavaleiro da Cruz de Ferro                                      | 28 de dezembro de 1943 |
| Cruz de Cavaleiro da Cruz de Ferro com Folhas de Carvalho nº 611        | 16 de outubro de 1944  |
| Cruz de Cavaleiro da Ordem do Falcão Branco, Segunda Classe com Espadas |                        |